# Fototropizm

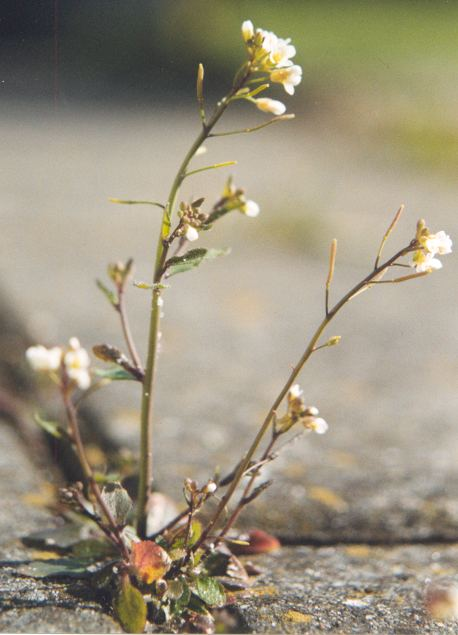
Fototropizm rzodkiewnika pospolitego

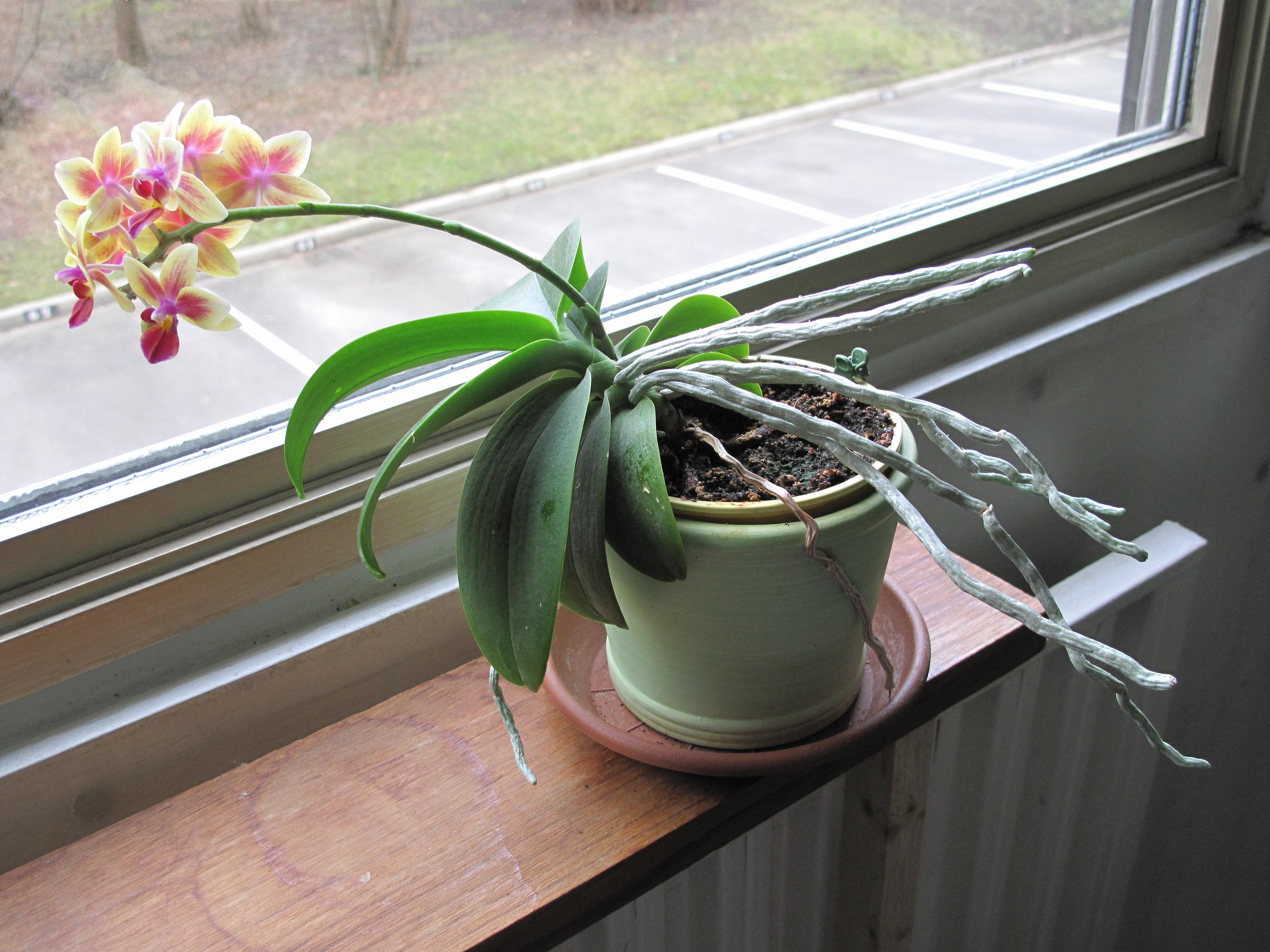
Fototropizm rośliny doniczkowej z rodzaju falenopsis

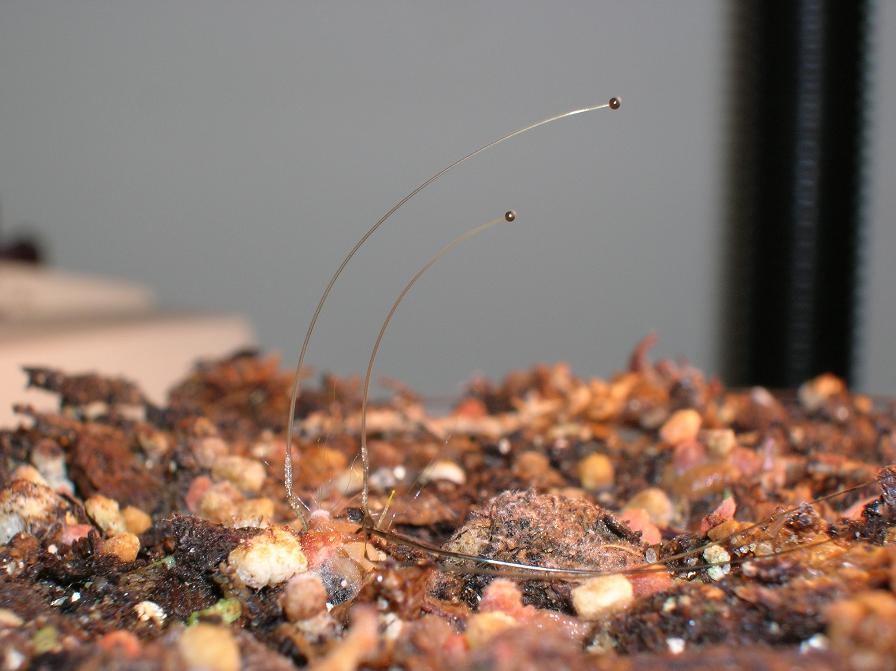
Grzyb Phycomyces także wykazuje fototropizm

Fototropizm – typ wzrostu (tropizm), w którym kierunek wzrostu wyznaczany jest przez kierunek padającego światła. Fototropizm najczęściej obserwujemy w roślinach, ale może występować także w innych organizmach, takich jak grzyby. Wzrost w kierunku światła to fototropizm dodatni, wzrost w kierunku przeciwnym to fototropizm ujemny. Większość pędów roślin, potrzebujących światła do fotosyntezy, wykazuje fototropizm dodatni. Natomiast korzenie wykazują zazwyczaj fototropizm ujemny, chociaż w ich zachowaniu dominującą rolę odgrywać może geotropizm. Pędy niektórych winorośli wykazują fototropizm ujemny, co pozwala im na wzrost w kierunku ciemnych obiektów i wspieranie się na nich.
Miejscem, w którym następuje wygięcie fototropiczne jest strefa wzrostu. Wygięcie jest spowodowane różnicą w szybkości wzrostu komórek naświetlonych i zacienionych. Wynika to z nierównomiernego rozmieszczenia w strefie wzrostu hormonów roślinnych – auksyn. W rosnących pędach po stronie zacienionej gromadzone są auksyny, które powodują szybszy wzrost wydłużeniowy komórek. Po stronie naświetlonej stężenie auksyn jest niższe, a wzrost komórek wolniejszy. Z tego powodu strona niewystawiona bezpośrednio na działanie światła rośnie szybciej niż strona naświetlana i pęd wygina się w stronę światła. Ten model mechanizmu fototropizmu został nazwany od nazwisk twórców modelem Chołodnego-Wenta.
Głównymi fotoreceptorami zaangażowanymi w reakcje fototropiczne są receptory światła niebieskiego – fototropiny.